# Lista de prêmios e indicações recebidos por Nine Inch Nails
Estes são os prêmios do Nine Inch Nails, banda de rock industrial estadunidense.

## Certificados da RIAA
Estas estatísticas foram compiladas do banco de dados online da RIAA.
- Pretty Hate Machine - Disco de Platina Triplo (12 de maio de 2003)
- Broken - Disco de Platina (18 de dezembro de 1992)
- The Downward Spiral - Disco de Platina Quádruplo (28 de outubro de 1998)
- Further Down the Spiral - Disco de Ouro (26 de junho de 1996)
- The Fragile - Disco de Platina Duplo (4 de janeiro de 2000)
- With Teeth - Disco de Ouro (6 de julho de 2005)

## Award Shows
Estas estatísticas foram compiladas através do banco de dados do site The Envelope, do Los Angeles Times.
- "Wish" — Best Metal Performance, Grammy Awards(1992) (vencedor)
- The Downward Spiral — Best Alternative Music Performance, Grammy Awards (1994) (indicação)
- Nine Inch Nails - Favorite Artist - Alternative, American Music Awards (1994) (indicação)
- "Happiness in Slavery" — Best Metal Performance (tirado da compilação Woodstock '94, Grammy Awards (1995) (vencedor)
- Nine Inch Nails - Favorite Artist - Alternative, American Music Awards (1995) (indicação)
- "The Perfect Drug" - Hard Rock Performance, Grammy Awards (1997) (indicação)
- "Starfuckers, Inc." — Best Metal Performance, Grammy Awards (1999) (indicação)
- The Fragile — Best Alternative Music Performance, Grammy Awards (1999) (indicação)
- "Into the Void" — Best Male Rock Vocal Performance, Grammy Awards (2000) (indicação)
- "The Hand That Feeds" — Best Hard Rock Performance, Grammy Awards 2005 (indicação)[3]
- Nine Inch Nails - Modern Rock Artist of the Year, Billboard Music Awards (2005) (indicação)
- "Every Day Is Exactly the Same" — Best Hard Rock Performance, Grammy Awards (2006) (indicação)[4]

### MTV Video Music Awards
- 1993 - Best Metal / Hard Rock Video[5]
  - Pearl Jam - "Jeremy" 
  - Aerosmith - "Livin' On the Edge"
  - Helmet - "Unsung"
  - Nine Inch Nails - "Wish"

| - 1994 - Best Breakthrough Video - R.E.M. - "Everybody Hurts" - Beastie Boys - "Sabotage" - Bjork - "Human Behavior" - Deep Forest - "Sweet Lullaby" - Nine Inch Nails - "Closer" | - Best Art Direction - Nirvana - "Heart-Shaped Box" - Aerosmith - "Amazing" - Bjork - "Human Behavior" - Nine Inch Nails - "Closer" |

- "The Perfect Drug" - Video of the Year, MTV Video Music Awards (1997) (indicação)
- "The Perfect Drug" - Best Direction, MTV Video Music Awards (1997) (indicação)
- "The Perfect Drug" - Best Cinematography, MTV Video Music Awards (1997) (indicação)
- "The Perfect Drug" - Best Art Direction, MTV Video Music Awards (1997) (indicação)
- "The Perfect Drug" - Best Alternative Video, MTV Video Music Awards (1997) (indicação)